# Tachardia caerulea
Tachardia caerulea är en insektsart som beskrevs av Hempel 1904. Tachardia caerulea ingår i släktet Tachardia och familjen Kerriidae. Inga underarter finns listade i Catalogue of Life.